# Герхард фон Катценелнбоген
Герхард фон Катценелнбоген (нем. Gerhard von Katzenelnbogen; 1233/1234 —1280) — временный магистр Ливонского ордена в 1279—1280 годах.

## Биография
Происходил из рода Катценелнбогенов — имперских графов из Верхнего Рейна. Родился в замке Гогенштайн в Гессене. О молодых годах ничего неизвестно.
К 1279 году был влиятельным рыцарем Ливонского ордена. В том же году назначен ландмаршалом ордена и его временным главой. В 1280 году захватил земгальскую крепость Доблен, уничтожив 300 земгалов. Земгалы совершили ответный неудачный налет на Ригу. Герхард фон Катценелнбоген пустился в погоню, но попал в засаду и был убит.